# شورای اسلامی استان تهران
شورای اسلامی استان تهران، شورایی مرکب از ۱۶ نفر است که با رأی شوراهای شهر تهران، شمیرانات، ری، فیروزکوه، دماوند، ورامین، پاکدشت، شهریار، قدس، صفادشت، بهارستان، پردیس، اسلامشهر، رباط کریم و قرچک برای تصمیم‌گیری در خصوص نظارت و رسیدگی بر امور شهرداری‌ها و شوراهای اسلامی شهر و روستای استان تهران  انتخاب می‌شوند

## اعضای فعلی شورا
اعضای دوره پنجم شورای اسلامی استان تهران در سال ۱۴۰۰ توسط شوراهای شهر و شهرستان استان تهران انتخاب شده و تا سال ۱۴۰۴ به کار خود ادامه می‌دهند
| ردیف | نام و نام خانوادگی  | سمت در شورا | شهر/شهرستان |
| ---- | ------------------- | ----------- | ----------- |
| ۱    | احمد خانی           | رئیس        | ورامین      |
| ۲    | نیما سراج           | نائب رئیس   | فیرزکوه     |
| ۳    | امید یوز باشی       | منشی اول    | دماوند      |
| ۴    | رمضان اسدی          | منشی دوم    | پردیس       |
| ۵    | حسین عبدی           | منشی سوم    | قرچک        |
| ۶    | پرویز سروری         |             | ری          |
| ۷    | احمد صادقی          |             | تهران       |
| ۸    | سید محمد آقامیری    |             | شمیرانات    |
| ۹    | حمزه علی خوارزمشاهی |             | اسلامشهر    |
| ۱۰   | حامد هداوندخانی     |             | پیشوا       |
| ۱۱   | یوسف قاسم‌زاده       |             | شهریار      |
| ۱۲   | ربعلی عبدی          |             | رباط کریم   |
| ۱۳   | حمید ملکی           |             | ملارد       |
| ۱۴   | محمدباقر قیومی      |             | قدس         |
| ۱۵   | سعید آذرکیش         |             | بهارستان    |
| ۱۶   |                     |             | پادکشت      |

## رؤسای سابق
- مهدی چمران (۱۳۹۲–۱۳۹۶)
- الهام فخاری (۱۳۹۶–۱۴۰۰)